# Bahía de Cárdenas
La bahía de Cárdenas es una bahía poco profunda en la costa norte de la isla de Cuba, en la zona administrativa de la provincia de Matanzas.

## Características
Situada en la costa de Cuba, frente al canal de San Nicolás, y está delimitada al norte por la península de Hicacos. Por el noreste se encuentra rodeada por tres cayos del archipiélago de Sabana-Camagüey: Cruz del Padre, Galindo y Cinco Leguas. Al sureste se encuentra bordeada por los humedales costeros y los manglares de Martí, así como por la bahía de Santa Clara. 
El puerto y la ciudad de Cárdenas se encuentran en la costa suroriental. La bahía tiene una superficie total de más de 250 km². Un canal de navegación artificial (Kawama Channel) conecta la bahía al estrecho de Florida, al sur de la ciudad de Varadero. Las aguas de la bahía también se utilizan para la pesca de la langosta del Caribe. La bahía fue el escenario de la batalla de Cárdenas el 11 de mayo de 1898, durante la guerra hispano-estadounidense.